# Fort Pierce
Fort Pierce är en stad (city) i St. Lucie County, i delstaten Florida, USA. Enligt United States Census Bureau har staden en folkmängd på 41 993 invånare (2011) och en landarea på 53,3 km². Fort Pierce är huvudort i Saint Lucie County.

## Kända personer från Fort Pierce
- Daniel T. McCarty, politiker
- Khalil Mack, utövare av amerikansk fotboll
- Matthew Underwood, skådespelare